# Kosiłowszczyzna
Kosiłowszczyzna – dawna miejscowość, obecnie w granicach Grodna na Białorusi.
W latach 1921–1939 wieś, folwark i zaścianek noszące tę nazwę należały do gminy Hoża w ówczesnym województwie białostockim.
Według Powszechnego Spisu Ludności z 1921 roku folwark zamieszkiwało 12 osób, wszystkie były wyznania rzymskokatolickiego i deklarowały polską przynależność narodową. Były tu 3 budynki mieszkalne.
W zaścianku o tej samej nazwie mieszkało w 6 budynkach 34 osoby. Wszystkie były wyznania rzymskokatolickiego i narodowości polskiej.
Wieś należała do parafii św. Franciszka z Asyżu w Grodnie.
Folwark i wieś podlegał pod Sąd Grodzki i Okręgowy w Grodnie, najbliższy urząd pocztowy mieścił się w także w Grodnie.